# Annibale Giordano
Annibale Giuseppe Nicolò Giordano (Ottaviano - località San Giuseppe, 20 novembre 1769 – Troyes, 13 marzo 1835) è stato un matematico e rivoluzionario italiano naturalizzato francese.

## Biografia
Nato a Ottajano vicino a Napoli, nella via Astalonga della località San Giuseppe, in una famiglia della borghesia colta (il padre Michele era medico al servizio sia della corte di Ferdinando IV, sia dei Principi de' Medici di Ottajano). Da adolescente Annibale Giordano frequentò la scuola di Nicolò Fergola, un brillante matematico di Napoli. Nel 1789, l'anno della Rivoluzione francese, divenne professore nell'Accademia militare della Nunziatella, diventando così collega del chimico Carlo Lauberg, massone. Nel 1790 Giordano e Lauberg aprirono a Napoli una Accademia di chimica e matematica, che divenne un centro di raccolta per i progressisti e i massoni napoletani; fra i frequentatori vi erano Mario Pagano, Emanuele De Deo, Francesco Lomonaco, Vincenzo De Filippis. mentre "primo accademico protettore" era Luigi de' Medici di Ottajano, allora reggente della Gran Corte della Vicaria. Nel 1792 Giordano e Lauberg scrissero i Principi analitici delle Matematiche, nella quale teorizzarono l'impegno politico dei matematici; questo saggio fu l'ultima opera scientifica di Annibale Giordano.
Nel dicembre 1792 Giordano fu uno degli accademici che incontrarono l'ammiraglio francese Latouche-Tréville; da quegli incontri prese avvio una vera attività cospirativa abbozzata nella nascita della «Società Patriottica Napoletana» (agosto 1793), un'associazione giacobina negli obiettivi ma strutturata sul modello delle logge massoniche, con una gerarchia di gradi tale che la conoscenza dei segreti era riservata solo ai vertici. Nel febbraio 1794 la Società patriottica si scisse in due club: il «ROMO» (acronimo di "Repubblica o Morte", radicale, guidato da Andrea Vitaliani, a cui aderivano anche Emanuele De Deo, Nicola Palomba, Vincenzo Galiani e Vincenzo Vitaliani) il «LOMO» (acronimo di "Libertà o Morte", moderato, fautore della monarchia costituzionale, guidato da Rocco Lentini, a cui aderiva Annibale Giordano). Il 21 marzo 1794 l'organizzazione fu scoperta, per delazione di tale Donato Froncillo; nel successivo processo alcuni aderenti del «RoMo» (De Deo, Galiani e Vincenzo Vitaliani) furono condannati a morte e giustiziati, mentre Giordano fu condannato a venti anni e tradotto presso le prigioni del castello dell'Aquila. Numerose fonti riferiscono che Annibale Giordano, con una delazione, abbia confessato agli inquirenti i segreti della Società patriottica, che abbia accusato oltre 250 affiliati fra cui lo stesso Luigi de' Medici di Ottajano, il quale fu incarcerato.
Ritornato a Napoli col generale Championnet il 5 dicembre 1798, pochi giorni dopo essere stato liberato dalla prigionia all'Aquila, Annibale Giordano partecipò attivamente alla vita dell'effimera Repubblica Napoletana (1799) come addetto al comitato militare e poi capo della contabilità della Marina. Caduta la Repubblica (giugno 1799), fu di nuovo imprigionato dai Borbonici nel Castel Nuovo con altri diciotto tra cui Mario Pagano, Domenico Cirillo e Giuseppe Leonardo Albanese. Il 27 gennaio 1800 fu condannato a morte dalla giunta; ma la condanna fu commutata in prigionia nell'isola di Favignana, da dove uscì con gli altri detenuti politici nel luglio 1801 grazie al trattato di Lunéville. La mancata esecuzione venne spiegata da molti come il compenso per la delazione di Giordano; altri la attribuirono a interventi a suo favore da parte del padre o del Fergola presso la corte borbonica. Giordano si rifugiò in Francia dove fu assunto in qualità di geometra del catasto del Dipartimento dell'Aube; nel 1824 fu naturalizzato francese e assunse il cognome Jourdan.

## Progressi in matematica
Giordano mostrò precocemente grande talento matematico: nel 1786 presentò alla Reale Accademia delle scienze di Napoli una memoria intitolata Continuazione del medesimo argomento, che gli aprì le porte della stessa Accademia. Poco dopo, nel 1788, ottenne grande notorietà in tutta Europa per aver risolto il problema "Dato un cerchio e n punti del suo piano, inscrivere in tale cerchio un poligono i cui lati, eventualmente prolungati, passino, secondo un certo ordine, per i punti dati"; questo problema era una generalizzazione del "problema di Pappo", che lo aveva risolto nel caso di n = 3 punti allineati, e del "problema di Castillon", risolto da quest'ultimo nel 1776, dopo che gli era stato proposto da Cramer, sempre per n = 3 punti ma disposti comunque nel piano. Carnot, ritenendo che «Ottajano», il paese natale di Giordano, fosse un predicato nobiliare, chiamerà "Ottajano" il giovane matematico, il quale verrà spesso indicato con questo nome nelle pubblicazioni scientifiche successive.

## Intitolazioni
- San Giuseppe Vesuviano gli ha intitolato un Istituto Tecnico Commerciale Statale (ITCS).

## Opere
- Annibale Giordano e Carlo Lauberg, Principj analitici delle matematiche, vol. 2, Napoli, Gennaro Giaccio, 1792.